# Beggars Banquet
Beggars Banquet je sedmi album grupe The Rolling Stones. Album je označio povratak grupe R&B korijenima. To je bio 
posljednji album na kojem je, kao član, sudjelovao Brian Jones. Časopis Rolling Stone ga je uvrstio na 57. mjesto 500 najvećih albuma svih vremena.

## Popis pjesama
1. "Sympathy for the Devil" – 6:27
2. "No Expectations"  – 4:02
3. "Dear Doctor" – 3:26
4. "Parachute Woman" – 2:23
5. "Jigsaw Puzzle" – 6:17
6. "Street Fighting Man" – 3:18
7. "Prodigal Son"  – 2:55
8. "Stray Cat Blues" – 4:40
9. "Factory Girl" – 2:12
10. "Salt of the Earth" – 4:51

## Singlovi
- Jumpin' Jack Flash
- Street Fighting Man

## Izvođači
- Mick Jagger - pjevač, usna harmonika
- Keith Richards - gitara, pjevač
- Brian Jones - gitara, harmonika, pjevač
- Charlie Watts - bubnjevi
- Bill Wyman - bas-gitara

## Top ljestvice

### Album
| Godina | Ljestvica               | Pozicija |
| ------ | ----------------------- | -------- |
| 1968.  | UK Top Ljestvica Albuma | #3       |
| 1969.  | Billboard Pop Albumi    | #5       |

### Singlovi
| Godina | Singl                 | Ljestvica             | Pozicija |
| ------ | --------------------- | --------------------- | -------- |
| 1968.  | "Jumpin' Jack Flash"  | UK Top 50 Singlova    | #1       |
| 1968.  | "Jumpin' Jack Flash"  | The Billboard Hot 100 | #3       |
| 1968.  | "Street Fighting Man" | The Billboard Hot 100 | #48      |

## Vanjske poveznice
- allmusic.com  Arhivirana inačica izvorne stranice od 14. veljače 2021. (Wayback Machine) - Beggars Banquet